# Samuel C. Fessenden

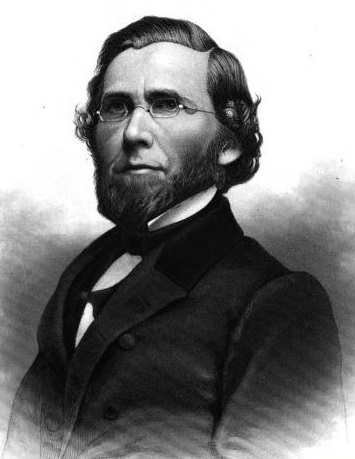
Samuel C. Fessenden

Samuel Clement Fessenden (* 7. März 1815 in New Gloucester, Massachusetts; † 18. April 1882 in Stamford, Connecticut) war ein US-amerikanischer Politiker. Zwischen 1861 und 1863 vertrat er den Bundesstaat Maine im US-Repräsentantenhaus.

## Werdegang
Samuel Fessenden gehörte einer bekannten Politikerfamilie an. Sein Vater Samuel (1784–1869) war Mitglied in beiden Kammern der Legislative von Maine und ein früher Anhänger der Anti-Sklavereibewegung. Sein älterer Bruder William (1806–1869) war von 1854 bis 1864 US-Senator und von 1864 bis 1865 US-Finanzminister. Der jüngere Bruder Thomas (1826–1868) vertrat zwischen 1862 und 1863 den zweiten Distrikt von Maine im US-Repräsentantenhaus. Samuel Fessenden war außerdem Onkel von Francis (1839–1907) und James Fessenden (1833–1897). Beide Neffen waren während des Bürgerkrieges Generäle in der Armee der Union.
Nach einer guten Grundschulausbildung besuchte der im heutigen Maine geborene Samuel Fessenden bis 1834 das Bowdoin College in Brunswick. Danach studierte er bis 1837 in Bangor am Theological Seminary Theologie. Daraufhin wurde er Geistlicher der Second Congregational Church in Thomaston. Dieses Amt übte er zwischen 1837 und 1856 aus. Nach einem Jurastudium und seiner im Jahr 1858 erfolgten Zulassung als Rechtsanwalt begann er in seinem neuen Beruf zu arbeiten. Dann wurde er Richter am städtischen Gericht von Rockland.
Politisch schloss sich Fessenden der Republikanischen Partei an. 1860 wurde er als deren Kandidat im dritten Wahlbezirk von Maine in das US-Repräsentantenhaus in Washington, D.C. gewählt. Dort trat er am 4. März 1861 die Nachfolge von Ezra B. French an. Da er im Jahr 1862 auf eine erneute Kandidatur verzichtete, konnte er bis zum 3. März 1863 nur eine Legislaturperiode im Kongress absolvieren. Diese war von den Ereignissen des Bürgerkrieges bestimmt.
Zwischen 1865 und 1879 arbeitete Fessenden für das US-Patentamt. Von 1879 bis 1881 war er amerikanischer Konsul in St. John im kanadischen New Brunswick. Samuel Fessenden starb am 18. April 1882 in Stamford.